# Piper ponesheense
Piper ponesheense är en pepparväxtart som beskrevs av C. Dc.. Piper ponesheense ingår i släktet Piper och familjen pepparväxter. Inga underarter finns listade i Catalogue of Life.